# Die Apokalyptischen Reiter
A Die Apokalyptischen Reiter (magyarul: Az Apokalipszis lovasai)  német metal együttes. 1995-ben alakult meg a türingiai Weimarban. Albumaikat a Nuclear Blast és The End Records kiadók jelentetik meg. A metal műfaj széles skáláján játszanak: Neue Deutsche Härte, melodikus death metal, avantgarde metal, power metal, szimfonikus metal, thrash metal, heavy metal és folk-metal. Jelenlegi tagok: Fuchs – éneklés, Ady – gitár, Volk-Man – basszusgitár, üvöltés, Dr. Pest – billentyűk és Sir G. – dobok. Volt tagok: Skelleton, Pitrone és Lady Cat-Man. Pályafutásuk alatt 10 nagylemezt jelentettek meg. Az „All You Need is Love” című albumuk az ugyanilyen című Beatles dalról kapta nevét, a „Riders on the Storm” című lemezüket pedig a Doors szintén ugyanilyen című daláról nevezte el a zenekar.

## Diszkográfia
Stúdióalbumok
- Soft and Stronger (1997)
- Allegro Barbaro (1999)
- All You Need is Love (2000)
- Have a Nice Trip (2003)
- Samurai (2004)
- Riders on the Storm (2006)
- Licht (2008)
- Moral und Wahnsinn (2011)
- Tief.Tiefer (2014)
- Der Rote Reiter (2017)

## Egyéb kiadványok
- Firestorm (1996, demó)
- Dschinghis Khan (1998, EP)
- Friede sei mit dir (2006, EP)
- Der Weg (2008, EP)
- Friede sei mit dir (2006, koncert-DVD)
- Tobsucht (2008, DVD)
- Adrenalin (2009, DVD)